# Svensk-österbottniska samfundet
Svensk-österbottniska samfundet, med säte i Vasa, grundades 1920 med uppgift att verka för främjandet av vetenskap, litteratur och konst i svenska Österbotten.
Initiativtagare var konsul Harry Schauman. Han donerade testamentariskt största delen av sin betydande förmögenhet till en fond, som bär namnet Harry Schaumans stiftelse och vars avkastning i huvudsak tillfaller samfundet. Ur dessa medel och ur egna och förvaltade fonder utdelar samfundet årligen stipendier och understöd till bland annat studerande, forskare och konstutövare samt institutioner vars verksamhet tjänar samfundets syften. Utdelningen år 2006 var 450 000 euro. Sedan 1921 publicerar samfundet en skriftserie.
Den naturvetenskapliga föreningen Ostrobothnia Australis upptogs 1927 som en underavdelning av Svensk-österbottniska samfundet, men arbetar sedan 1987 som en självständig förening. 
Samfundet har sedan 2015, i samarbete med Kungl. Skytteanska Samfundet i Sverige, givit ut skriftserien Bottniska Studier.